# Брег-при-Боровниці
Брег-при-Боровниці (словен. Breg pri Borovnici) — поселення в общині Боровниця, Осреднєсловенський регіон, Словенія. Висота над рівнем моря: 290,9 м.